# Eternal Sunshine (album)
Eternal Sunshine is het zevende studioalbum van de Amerikaanse singer-songwriter Ariana Grande. Het album verscheen op 8 maart 2024 en bereikte in de Verenigde Staten plek 1 in de Billboard Hot 100.

## Tracklist
| 1.                 | Intro (End of the World)                 | 1:32 |
| 2.                 | Bye                                      | 2:44 |
| 3.                 | Don't Wanna Break Up Again               | 2:54 |
| 4.                 | Saturn Returns Interlude                 | 0:42 |
| 5.                 | Eternal Sunshine                         | 3:30 |
| 6.                 | Supernatural                             | 2:43 |
| 7.                 | True Story                               | 2:43 |
| 8.                 | The Boy Is Mine                          | 2:53 |
| 9.                 | Yes, And?                                | 3:34 |
| 10.                | We Can't Be Friends (Wait for Your Love) | 3:48 |
| 11.                | I Wish I Hated You                       | 2:33 |
| 12.                | Imperfect for You                        | 3:02 |
| 13.                | Ordinary Things                          | 2:48 |
| Totale duur: 35:26 |                                          |      |

| 14.                | Intro (End of the World) (extended) | 2:41 |
| 15.                | Twilight Zone                       | 3:18 |
| 16.                | Warm                                | 3:21 |
| 17.                | Dandelion                           | 3:24 |
| 18.                | Past Life                           | 3:35 |
| 19.                | Hampstead                           | 3:36 |
| Totale duur: 55:21 |                                     |      |

- MusicBrainz release group: fb992c06-9807-4ffd-90d8-115db5d513f6